# National Optical Astronomy Observatory
Le National Optical Astronomy Observatory (NOAO, en français l'« Observatoire d'astronomie optique national »), remplacé en 2019 par le NOIRLab, était constitué de quatre observatoires astronomiques américains managés par une direction unique :
- l'observatoire de Kitt Peak en Arizona ;
- l'observatoire interaméricain du Cerro Tololo au Chili ;
- l'observatoire solaire national en Arizona et au Nouveau-Mexique ;
- l'observatoire Vera-C.-Rubin, ex LSST, en construction au Chili.

Il était piloté par l'Association of Universities for Research in Astronomy (AURA) qui avait a un accord de coopération avec la National Science Foundation (NSF). Le NOAO avait son siège à Tucson dans l'Arizona. Il gérait également la participation américaine dans le projet Gemini.
Le NOAO a été fondé en 1984 pour mutualiser le fonctionnement de l'observatoire de Kitt Peak aux États-Unis avec celui de l'observatoire interaméricain du Cerro Tololo au Chili. Le 1er octobre 2019, le NOAO a fusionné avec l'observatoire Gemini et l'observatoire Vera-C.-Rubin pour former le NOIRLab de la NSF.